# Susan Damante
Susan Damante, tidigare skriven som Susan Damante-Shaw, född Susan Jean Damante 17 juni 1950 i Palo Alto i Kalifornien, är en amerikansk skådespelerska som har medverkat i flera filmer och TV-serier. Som ung deltog hon även i skönhetstävlingen Miss America där hon kom på andra plats. Hon är mor till skådespelerskorna Vinessa och Natalie Shaw.